# Mart, Texas
Mart là một thành phố thuộc quận McLennan, tiểu bang Texas, Hoa Kỳ. Năm 2010, dân số của xã này là 2209 người.

## Dân số
- Dân số năm 2000: 2273 người.
- Dân số năm 2010: 2209 người.